# .fi
.fi (Finlândia) é um Domínio de topo da Finlândia na Internet. Ele é operado pela FICORA, a Autoridade Regulamentória de Comunição Finlandesa.[carece de fontes?]
Em 4 de Dezembro de 1986 uma aplicação para registrar o domínio de topo para Finlândia foi enviado pelo Grupo de Usuários Finladêses Unix de Tampere.[carece de fontes?] A aplicação foi aceita e o administrador de TLD .fi foi concedido à Universidade de Tecnologia de Tampere. Depois a administração foi transferida para FICORA.[carece de fontes?]